# Penicillium chalybeum
Penicillium chalybeum är en svampart som beskrevs av Pitt & A.D. Hocking 1985. Penicillium chalybeum ingår i släktet Penicillium och familjen Trichocomaceae.   Inga underarter finns listade i Catalogue of Life.